# 顾标
顧標（?—?），生卒年、字号、籍貫等均不詳，名位不显，事迹待考。
唐宣宗大中元年（會昌7年，公元847年）丁卯科狀元，主考官是禮部侍郎魏扶。
有文献称疑生于817年，卒于877年。
《谈荟》记载顧標、卢深为大中元年状元。徐松将卢深移入大中二年状元，后被认为无据。《陈补》考证认为“顧標”为大中八年“颜標”之误，元年并无顧標。